# Saalburg
Saalburg è il sito archeologico di un castrum romano, ubicato in Germania, sul crinale del Taunus, a nordovest di Bad Homburg, nell'attuale land dell'Assia. Il castrum, che era destinato a ospitare una coorte, faceva parte del complesso del Limes germanico-retico, la linea di fortificazione romana che si sviluppava lungo la frontiera delle province germaniche.
Saalburg, collocato appena fuori della strada principale, all'incirca a metà strada tra Bad Homburg e Wehrheim, è, tra i forti romani della Germania, quello che ha beneficiato della ricostruzione più completa. Dal 2005, quale costituente del limes germanico superiore, fa parte di un complesso riconosciuto come Patrimonio dell'umanità dall'UNESCO. Nel sistema di numerazione attualmente adottato per il limes, è identificato dal codice ORL 11 (ORL sta per Obergermanisch-Raetischer Limes, nome tedesco del Limes germanico-retico).

## Storia della ricerca
Le prime ricognizioni del sito furono condotte tra il 1853 e il 1862, sotto l'egida della Società antiquaria di Nassau e la direzione di Friedrich Gustav Habel (1793–1867). Ma il grande impulso all'archeologia delle antichità provinciali romane in Germania si ebbe nel 1892, quando la Reichs-Limes-Kommission (Commissione imperiale per il limes romano), allora presieduta da Theodor Mommsen, si diede a investigare sul tracciato del Limes germanico nella sua interezza, e a individuare l'ubicazione di tutti i suoi forti. Nel progredire di questo immenso progetto, durato decenni, esplorazioni intensive di Saalburg e delle zone circostanti furono portate avanti dagli archeologi incaricati di indagare su questo tratto del limes, Louis Jacobi (1836–1910) e suo figlio, Heinrich Jacobi (1855–1946) che successe al padre. Nel 1897, il Kaiser Guglielmo II, seguendo un suggerimento di Louis Jacobi, ordinò una ricostruzione del forte di Saalburg basata proprio sui dettagliati risultati degli scavi dal Jacobi. Il risultato fu che il castrum di Saalburg divenne il forte romano meglio ricostruito dell'intero limes.
Il forte ospita anche il SaalburgMuseum, una delle più importanti istituzioni dedicate allo studio del Limes germanico (l'altra è il Limesmuseum di Aalen). Dal 1967, e fino al 1993, il museo fu diretto dal celebre archeologo Dietwulf Baatz, le cui numerose pubblicazioni stimolarono l'interesse per l'archeologia delle antichità provinciali romane, diffondendolo ben oltre la ristretta cerchia degli specialisti.

## Ubicazione
Fin dall'epoca preistorica, rotte commerciali come la Lindenweg (o Linienweg) collegavano la pianura del Reno-Meno con il bacino di Usingen, centro di popolamento attivo fin dal Neolitico. Queste vie commerciali avrebbero seguito un itinerario dalla bocca del Nidda, presso Höchst, in direzione nord attraverso il crinale del basso Taunus, al pari della moderna strada federale B 456. La collocazione lungo le maggiori vie di comunicazione comporta quasi sempre un'importanza strategica; non sorprende, quindi, che il passo montano attraverso Saalburg fosse già stato fortificato dalle truppe romane durante le campagne di Domiziano contro i Chatti (anni 81-96 d.C.): in quell'occasione furono realizzate due semplici recinzioni in terra (Schanzen A e B), ubicate tra il forte restaurato e la via moderna.

## Il Forte

### Storia
Intorno al 90 d.C., a breve distanza dai due recinti, fu costruito un semplice forte in legno e terra destinato a ospitare un numerus. Il numerus era un'unità di truppe ausiliarie, costituita da due centurie, che poteva contare su circa 160 uomini. Alcune evidenze suggeriscono che il forte abbia avuto di stanza un numerus brittonum, cioè una unità dalla provincia di Britannia, ma questa circostanza non è stata completamente chiarita.
Nel tardo regno di Adriano, all'incirca nel 135, il forte dedicato ad alloggiare un numerus fu sostituito da un ben più esteso castrum, di 3,2 ettari, destinato ad alloggiare una coorte, unità composta da circa 500 uomini. Il nuovo castello fu riorientato per fronteggiare la città in crescita di Nida (ora Heddernheim).
In origine, era munito di muri a secco in legno-pietra, che furono sostituiti, nella seconda metà del II secolo d.C. da muri in pietra e malta e da una rampa in terra (147 x 221 m). Il forte ricostruito è basato su questa terza e ultima fase architettonica, ma testimonianze della seconda fase sono visibili nella retentura, la parte retrostante del forte. Sempre a questa seconda fase appartiene anche il fossato difensivo, di cui è visibile sul luogo il parziale restauro.

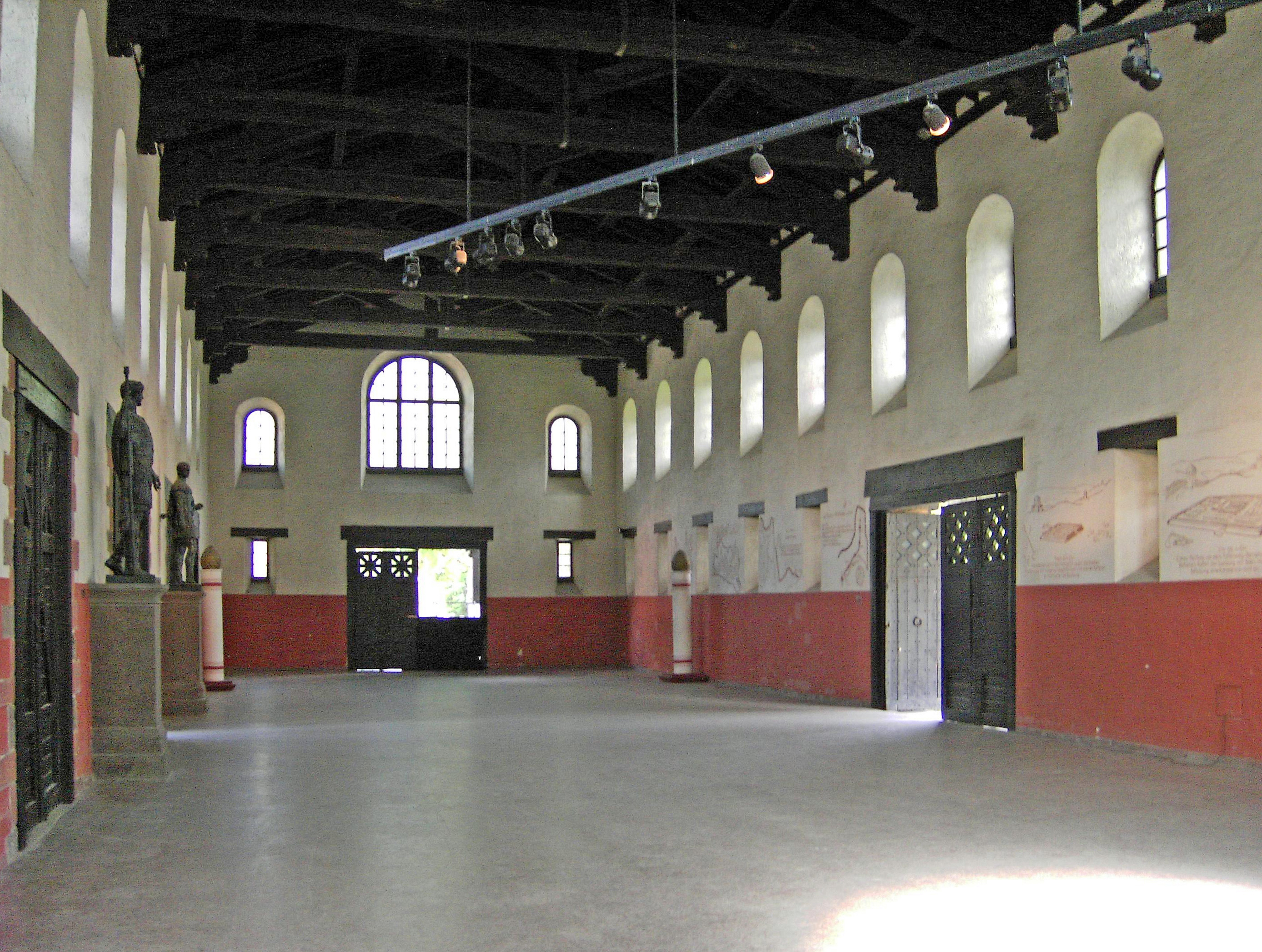
Interno della sala delle adunate.

L'accampamento destinato alla coorte fu occupato dalla Cohors II Raetorum civium Romanorum equitata (una coorte (parzialmente) equitata composta da Reti provvisti della cittadinanza romana), unità di fanteria parzialmente equestre che poteva contare su 500 uomini, probabilmente sotto il comando del quartier generale legionario di stanza a Mogontiacum (l'attuale Magonza). La coorte sarebbe stata inizialmente acquartierata a Aquae Mattiacorum (Wiesbaden), e si sarebbe spostata dapprima nel forte di Butzbach (ORL 14) e infine a Saalburg.
Il forte sopravvisse in quella forma e con quell'occupazione fino alla caduta del limes germanico, avvenuta all'incirca nel 260. Nel periodo intercorso, il nome dell'unità è ripetutamente menzionato in iscrizioni in pietra, così come i nomi dei suoi comandanti.
Al principio del III secolo, la situazione lungo il limes divenne sempre più instabile. Nel 213, sotto il regno di Caracalla, una guerra preventiva condotta contro gli Alemanni e i loro alleati Chatti della Raetia e di Mogontiacum, affievolì, ma solo temporaneamente, la pressione germanica sul confine. Fu all'incirca nello stesso periodo che la città di Nida (capitale della civitas regionale) fu dotata di una cinta difensiva. Già intorno al 233, gli Alemanni invasero di nuovo il territorio romano; successive e più massicce invasioni ebbero luogo nel 254 e 260. Infine, tutte le aree a est del Reno andarono perdute durante la più grande crisi politica ed economica del III secolo. Nel corso di questi eventi, il forte di Saalburg appare esser stato abbandonato deliberatamente, senza alcuna azione militare.
Dopo l'abbandono del Limes germanico superiore, il forte fu usato come cava di materiali.

### Archeologia e architettura

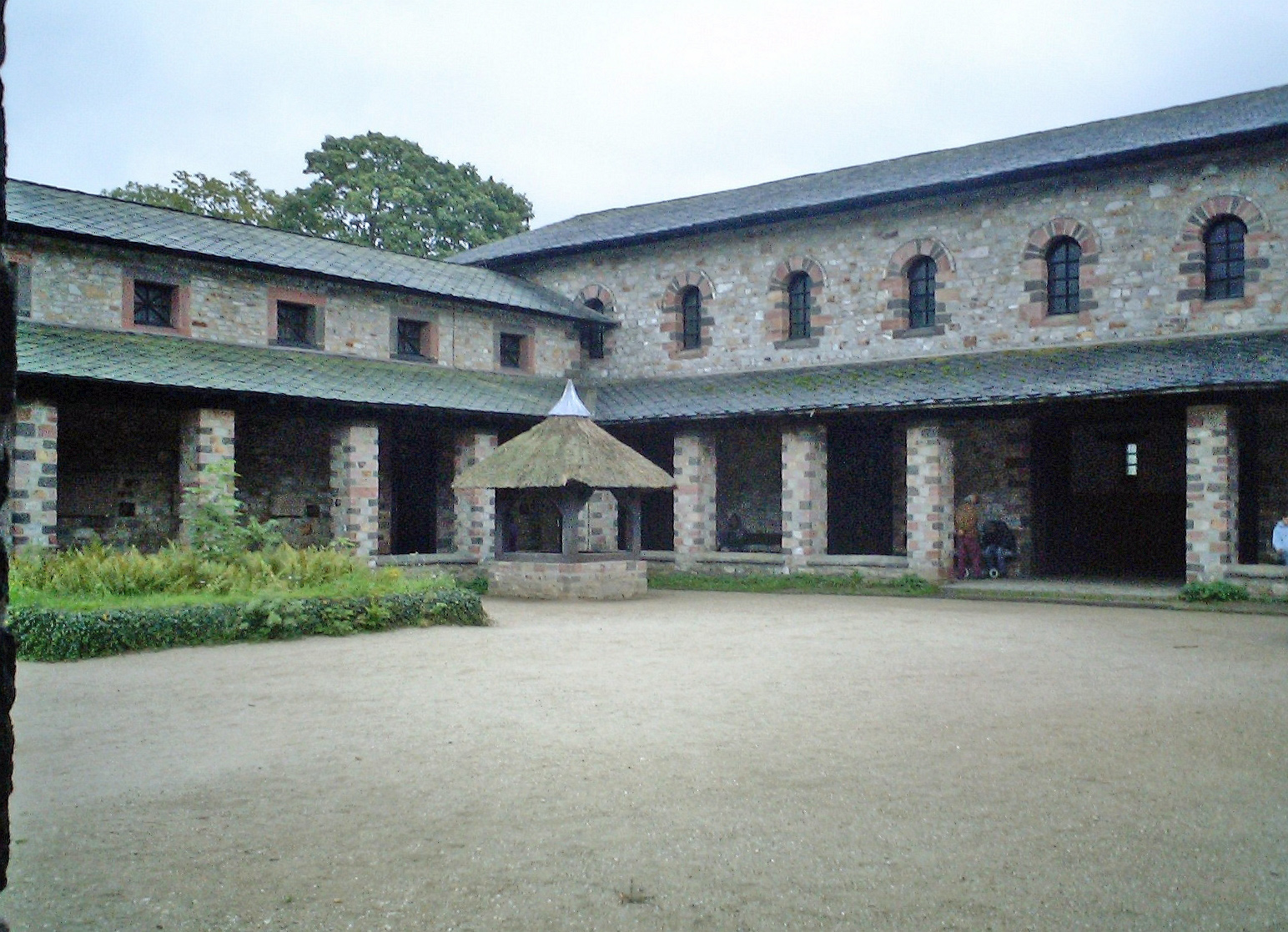
Cortile interno dei Principia.

Il forte di Saalburg, nell'ultima fase architettonica, quella che oggi si può vedere ricostruita, quale accampamento di coorte tipico di questa parte del limes, si presenta come un rettangolo di 147 per 221 m, munito di quattro porte.
I circa 32.500 m² del suo interno erano racchiusi da un doppio fossato e da un muro difensivo in pietra e malta; la sua parte esterna era imbiancata e dipinta con un trompe-l'œil il cui motivo riproduceva una muratura di blocchi rettangolari di pietra intagliata. All'interno era posta una rampa di terra che accompagnava il muro in tutta la sua lunghezza, permettendo ai difensori di raggiungerne agevolmente la sommità. Gli angoli erano arrotondati e non sormontati da torri, ma ciascuna delle quattro porte era affiancata da due torri.
Il forte era orientato in modo tale che la porta praetoria (l'entrata principale) fosse rivolta a sud-sud-est, cioè non verso il limes, ma verso la città di Nida. La struttura centrale del forte era un largo principia, una piazza centrale circondata da abitazioni o uffici per gli ufficiali maggiori e affiancata da una sala munita di soffitto per le adunanze della guarnigione. 
La praetentura (la parte frontale del forte) conteneva il praetorium (la residenza del comandante del forte) a ovest della via praetoria, e un vasto horreum (magazzino per il grano) a est. Il resto dell'interno, oggi somigliante a un parco a prato e alberi, dovrebbe essere immaginato come occupato da altri edifici: stalle, magazzini, laboratori e, naturalmente, il vero quartiere militare, suddiviso in contubernia. Due di queste caserme destinate a ospitare le truppe sono state ricostruite nella parte sudorientale del forte.
|  | Per la disposizione generale e la terminologia architettonica dei forti romani, si rimanda alla voce Castrum |

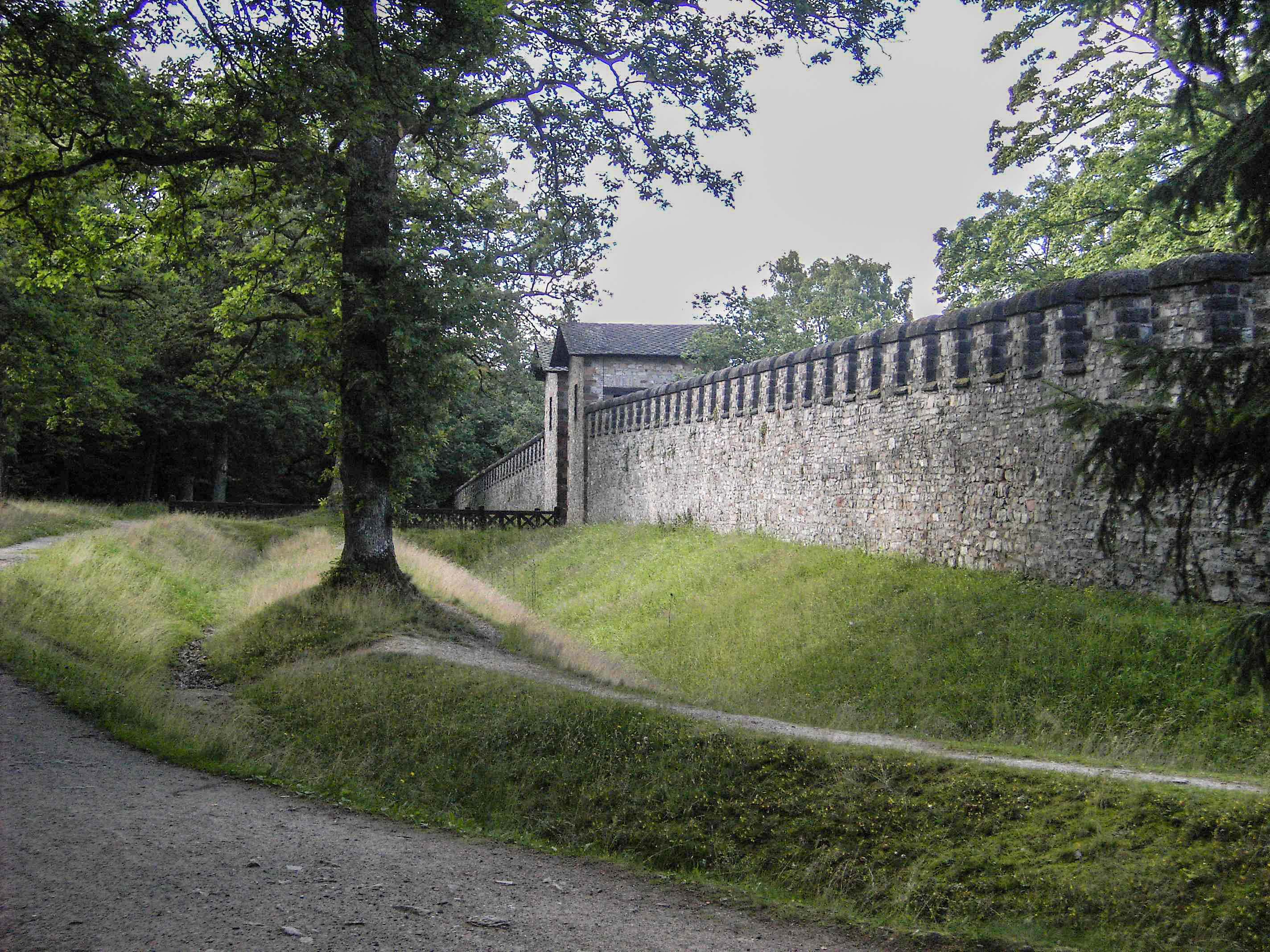
Muro laterale munito di porta, con il doppio fossato chiaramente visibile.
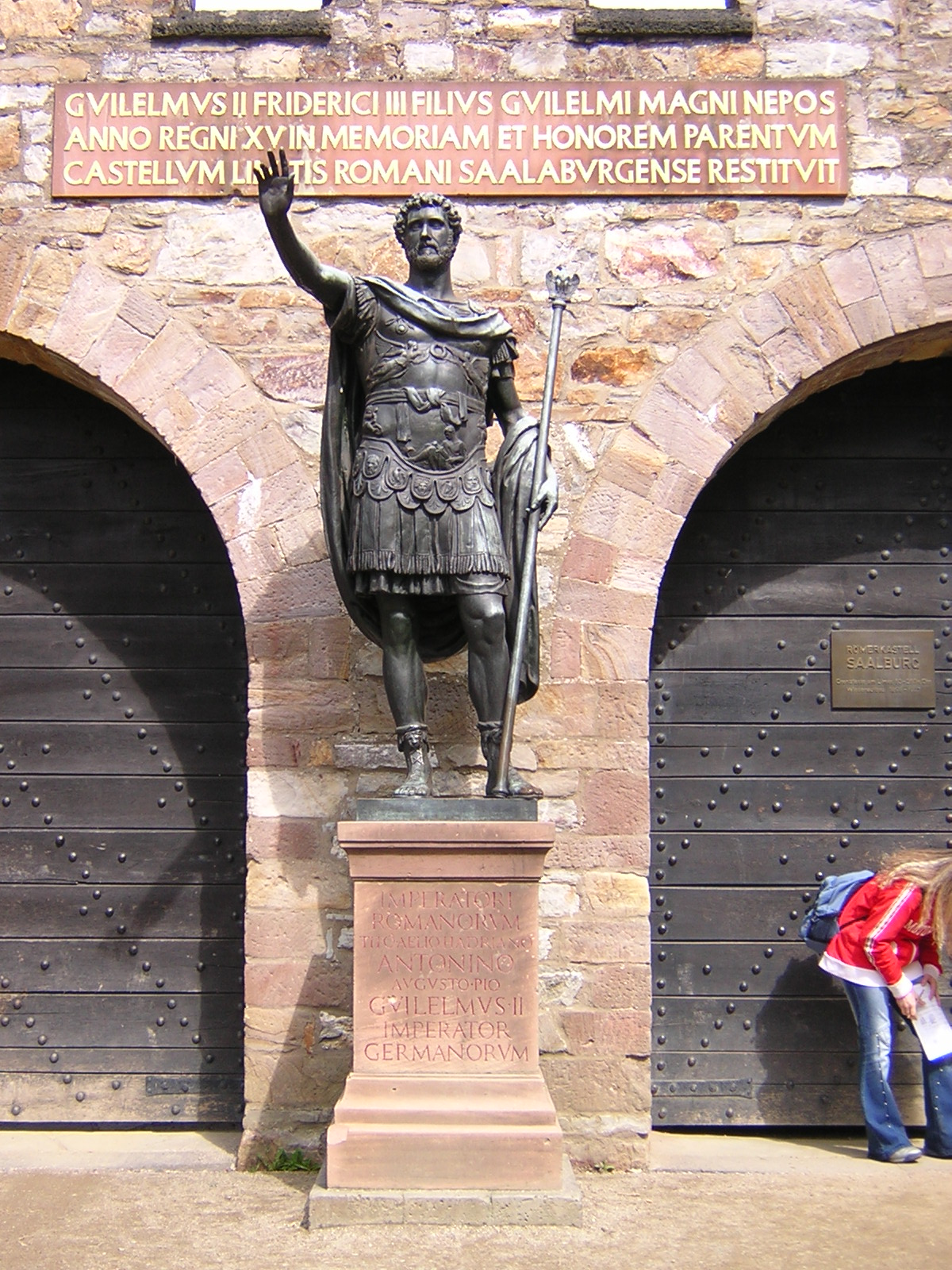
Ingresso principale: statua di Antonino Pio con iscrizione riferita a Guglielmo II.

## Vicus

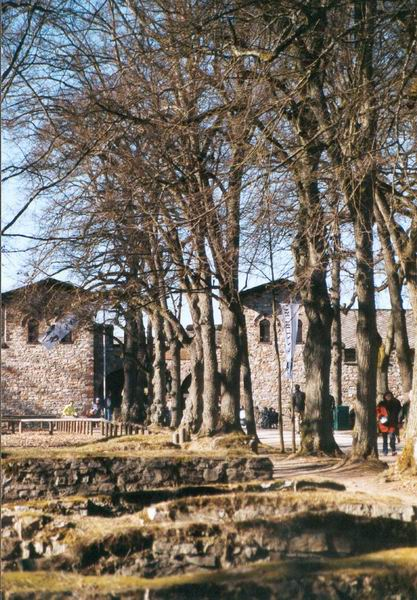
Porta principale. Fondazione e basamenti del vicus, visibile sulla sinistra.

Saalburg non è soltanto il forte liminare romano più estesamente ricostruito, ma è anche l'unico ad avere il suo vicus, l'adiacente quartiere civile, parzialmente scavato e preservato. Le parti del vicus oggi visibili sono situate principalmente a sud del forte, su entrambi i lati della strada che lo collegava a Nida, capitale regionale e base di un'ulteriore guarnigione dietro il confine.
Il villaggio inizia immediatamente fuori dalla porta principale, laddove sono stati trovati i resti di una mansio (una stazione di sosta ufficiale) e, dietro di essa, le vestigia delle terme per i soldati. A questi resti, lungo la strada, fanno séguito basamenti e fondazioni (parzialmente ricostruite) di edifici residenziali e di un mitreo, un tempio dedicato a Mitra, una divinità il cui culto misterico era diffuso nell'esercito romano in età imperiale.
L'area delle terme era relativamente ampia e con un disegno sufficientemente elaborato da garantire tutte le principali caratteristiche delle terme romane. Aveva un apodyterium (lo spogliatoio), un frigidarium, due tepidaria, un calidarium e un sudatorium (sauna). Il complesso era riscaldato dal fuoco acceso nei praefurnia e tutte le stanze, eccetto lo spogliatoio e il frigidarium erano servite da un ipocausto, un sistema di riscaldamento a parete e a pavimento.
Gli archeologi ritengono che tutto il complesso costituito dal castrum e dal vicus, ospitasse fino a 2.000 persone, tra soldati (circa 500) e popolazione civile (circa 1.500).

## Museo Saalburg

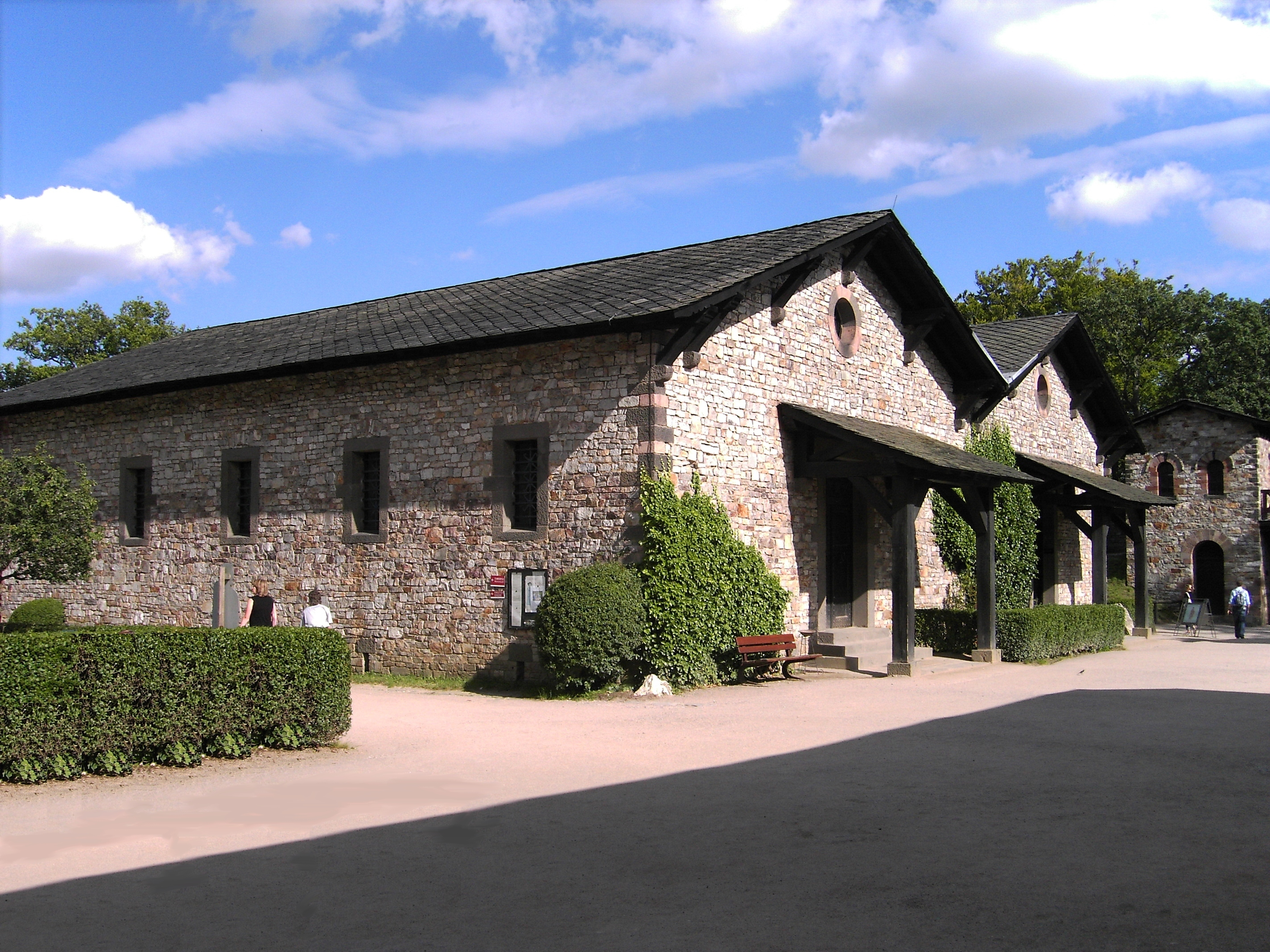
Lhorreum (granaio) ospita ora il museo del sito.

Sebbene sia conosciuto principalmente come parco archeologico e come museo, il sito assolve alcune funzioni di interesse scientifico, meno evidenti al comune visitatore.
La caratteristica che colpisce di più il visitatore moderno è la completa ricostruzione delle mura e delle porte, del Principia con il suo aedes (santuario contenente i signa militaria e gli stendardi), la sala delle adunate, l'horreum (magazzino delle provviste), i due contubernia ricostruiti, il praetorium parzialmente ricostruito.
L'horreum contiene un allestimento informativo, incentrato sugli aspetti culturali, storici, architettonici e militari della Germania romana. Il museo esibisce una ricca collezione di equipaggiamenti militari e domestici provenienti da Saalburg o da altri siti nell'area, oltre a una serie di modellini architettonici e topografici.
Oltre a questo, Saalburg, fin dalla sua ricostruzione, ha funzionato anche come rinomato centro di ricerca, che si interessa di archeologia delle antichità provinciali romane in genere, e del limes in particolare. Il cuore di questo centro è una libreria specializzata contenente 30.000 volumi e 2.200 diapositive. Il Saalburgmuseum organizza regolarmente colloquia e cura una propria collana di pubblicazioni accademiche.
Fin dagli anni ottanta, Saalburg è occasionalmente sede di concerti di musica classica.

## Dintorni

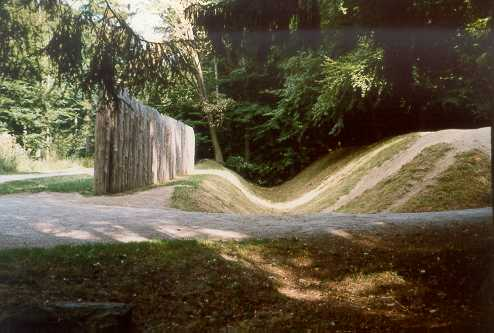
Ricostruzione del limes a nord di Saalburg.

Ad appena 200 m circa a nord della porta retrostante (porta decumana), il limes corre in direzione est-ovest. In questa zona, una porzione della fortificazione del confine (fossato, terrapieno e palizzata) non è stata ricostruita.
Come per gran parte della sua estensione nell'area del Taunus, il limes nei pressi di Saalburg è notevolmente ben conservato e può essere agevolmente seguito attraverso il paesaggio. Fossato e massicciata sono per lunghi tratti facilmente distinguibili, e molte delle vecchie torri di guardia sono parzialmente conservate o sono individuabili come piccole montagnole. Pertanto, il castrum di Saalburg è un buon punto di avvio per un'ulteriore esplorazione del limes.
La seguente tabella riepiloga le emergenze archeologiche del limes locale nel cui contesto è inserito Saalburg, tra i Kleinkastelle (piccoli forti) di Heidenstock a sudovest e Lochmühle a nordest:
| ORL     | Name                                     | Descrizione/stato attuale |
| KK      | Kleinkastell (piccolo forte) Heidenstock | piccolo forte in pietra a singola porta, di circa 440 m², probabilmente della metà del II secolo; mura parzialmente conservate, parzialmente ben visibile sul terreno |
| Wp 3/59 | Roßkopf                                  | 2 montagnole di pietre chiaramente visibili presso la eponima montagna Roßkopf                                                                                        |
| Wp 3/60 | Einsiedel                                | fondazioni conservate; resti di una cisterna |
| Wp 3/61 | Auf dem Kieshübel                        | fondazioni preservate e conservate di due torri in pietra, tracce di due torri in legno                                                                               |
| Wp 3/62 | Am Hollerkopf                            | resti scarsamente visibili di una torre in pietra |
| Wp 3/63 | Weißestein                               | montagnola di una torre in pietra con fondazioni parzialmente conservate                                                                                              |
| ORL 11  | Cohort Fort Saalburg                     | vedi sopra |
| Wp 3/68 | Am Fröhlichemannskopf                    | fondazioni visibili di una torre in pietra, ubicazione a malapena visibile di una torre in legno                                                                      |
| Wp 3/69 | Am Bennerpfad                            | fondazione conservata di una torre in pietra |
| KK      | Kleinkastell Lochmühle                   | piccolo forte in pietra, a porta singola, di circa 400 m² . Metà del II secolo; visibile il rilievo del terreno                                                       |

Presso il forte Saalburg, è stata eretta una copia del Colonna di Giove (Jupitersäule) di Magonza.

## Saalburgbahn
La ricostruzione del forte alla fine del XIX secolo e all'inizio del XX, ha portato a un'impennata nell'interesse della popolazione locale, compresi i visitatori diretti alla Spa di Bad Homburg. Per permettere un comodo accesso, la compagnia tramviaria di Bad Homburg aveva realizzato un binario di collegamento diretto, il Saalburgbahn. Dopo la floridezza conosciuta nell'ante prima guerra mondiale, la compagnia fu negativamente colpita dall'inflazione post bellica e da un massiccio calo dei visitatori della Spa. Alla fine, quindi, il servizio fu soppresso e ora rimangono solo la stazione in disuso e scarse tracce della massicciata.
Oggigiorno il forte può essere raggiunto, con cadenza oraria, grazie a un bus di collegamento proveniente da Bad Homburg.